# Sensorische Deprivation
Sensorische Deprivation (seltener Reizdeprivation oder Reizentzug) ist der Entzug (Deprivation) von sensorischen Reizen, also von Sinneseindrücken.
Ein freiwilliger teilweiser Entzug von Außenreizen findet zum Beispiel im Rahmen von Psychonautik, Meditation, Digital Detox oder Dopamin-Fasten statt zum Zwecke der Entspannung oder Bewusstseinserweiterung. Auch ein vollständiger Entzug von Außenreizen wird manchmal gewünscht und zum Beispiel mittels eines Isolationstanks versucht. Wird ein Mensch allerdings unfreiwillig vollständig von Außenreizen abgeschirmt, kommt es schnell zu Angstzuständen und Halluzinationen, weshalb die Sensorische Deprivation auch als Foltermethode Anwendung findet.

## Erotik
Der Begriff Sensorische Deprivation wird auch im BDSM- oder Fetisch-Bereich verwendet im Sinne eines erotischen Sinnesentzuges.

## Folter

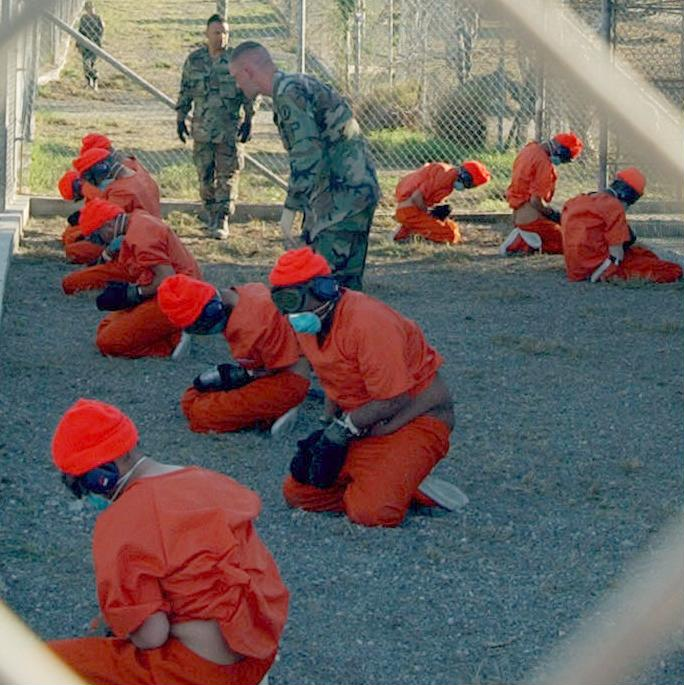
Gefangene in Guantánamo, 2002

Sensorische Deprivation stellt unter anderem auch eine subtile, aber sehr wirkungsvolle Foltermethode dar und kann zur Gehirnwäsche eingesetzt werden. Diese Methode wird z. B. in Form der Isolationshaft eingesetzt bzw. durch Verwendung einer sogenannten Camera silens. Die Methode der Isolation wird zum Teil durch eine größtmögliche Abschirmung der Sinnesorgane (Augen, Ohren, Mund, Nase, Hände, Füße, Haut) perfektioniert. So lässt sich die Zeit bis zum Eintreten der gewünschten Wirkung verringern und sich ebendiese extrem steigern.
Auf in den Medien weit verbreiteten Fotos des US-amerikanischen Gefangenenlagers  Guantánamo Bay sieht man so zum Beispiel die Gefangenen in orangefarbener Kleidung, mit Atemmaske, Augenbinde, Hörschutz, Handschuhen und gefesselten Händen und Füßen in kniender Position. Dies geschieht offiziell zu ihrem Schutz, es besteht jedoch der Verdacht, dass diese Behandlung vielmehr Teil von Verhören ist, die durch sensorische Deprivation jede psychische Normalität brechen sollen.
Länger andauernde sensorische Deprivation kann zu Persönlichkeitsveränderungen, psychischen Schäden, Störungen des Hunger-Sättigungs-Gefühls, verstärkter Suggestibilität, Schlafstörungen und Schwierigkeiten im Kontakt mit anderen Menschen führen. Es kann sogar zu Veränderungen des Stoffwechsels kommen.
Sensorische Deprivation gehört zu den Foltermethoden, die keine offensichtlichen Spuren an den Opfern verursachen (Weiße Folter).
Auch diese Form der Folter widerspricht den Menschenrechten nach der Menschenrechtserklärung der Vereinten Nationen und der Europäischen Menschenrechtskonvention: „Niemand darf der Folter oder grausamer, unmenschlicher oder erniedrigender Behandlung oder Strafe unterworfen werden.“ 

## "Touch Starvation" als Phänomen
Ein in der Zeit während und nach der COVID-19-Pandemie beobachtbares Phänomen wird im Zusammenhang mit sensorischer Deprivation häufiger als "Touch Starvation" (engl. Berührungshunger) bezeichnet. Auch gebräuchlich sind die Begriffe in der englischsprachigen Literatur als "touch deprived" oder "skin hunger" bekannt. Gemeint ist in allen Fällen ein Zustand, in dem die betroffene Person weniger körperliche Berührung erfährt, als sie gewohnt ist – oder gar keine mehr. Das Bedürfnis nach körperlichem Kontakt ist dabei vorhanden, kann aber aus unterschiedlichen psychischen Gründen nicht erfüllt werden. 
Während dieses "Berührungshungers" erfahren viele Betroffene ein zum Teil starkes Gefühl der Einsamkeit und Isolation. Zusätzlich können folgende Symptome auftreten: Stress,  Angstgefühle, depressive Gefühle,  geringe Zufriedenheit, Schlafschwierigkeiten und Müdigkeit.